# Motorsport Arena Oschersleben
A Motorsport Arena Oschersleben egy versenypálya Németországban. Magdeburg-tól 30 kilométerre, Oschersleben-ben található. A pálya 3,667 kilométer hosszú, szélessége 11 és 13 méter között változik és 23 méter szintkülmbséggel rendelkezik.
1997. július 25-én avatták fel. Ekkor a Nürburgring és a Hockenheimring után ez volt a harmadik épített versenypálya az országban. Azóta elkészült a Eurospeedway Lausitz, valamint az újjáépített Sachsenring is.

## Főbb sorozatok

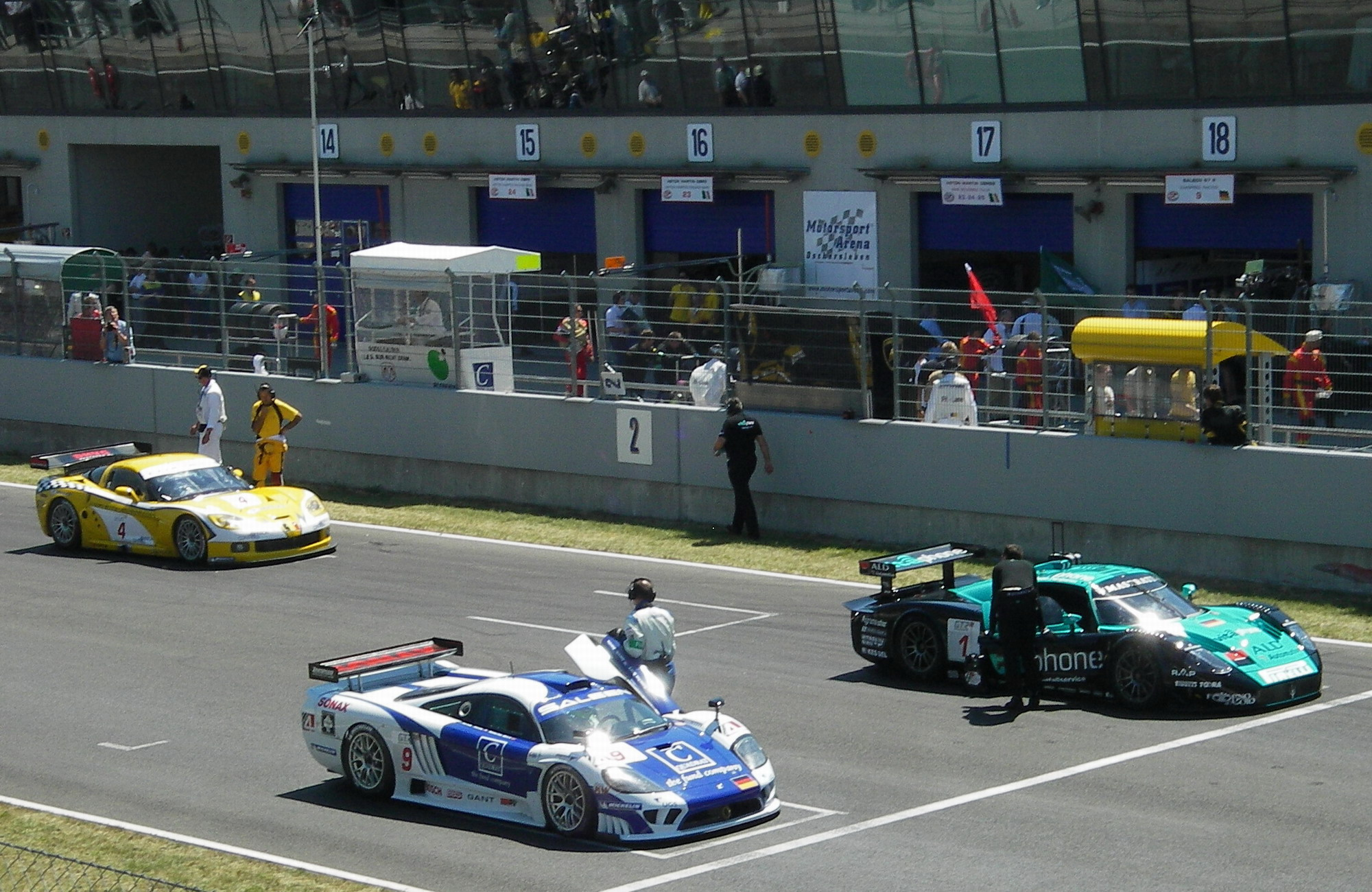
Rajtvonal a 2006-os FIA GT-versenyen

Több nemzetközi sorozat versenynaptárában szerepel. A túraautó-világbajnokságban 2005-től-, a német túraautó-bajnokságban 2000-től-, míg az FIA GT sorozatban 1998-tól rendeznek itt futamokat.
 Bajnokságok:
- FIA GT
- Túraautó-világbajnokság (WTCC)
- Német túraautó-bajnokság (DTM)
- Formula–3 Euroseries

## Külső hivatkozások
- A versenypálya honlapja
- Fedélzeti kamerás videó a versenypályáról